# Allstate (Automarke)

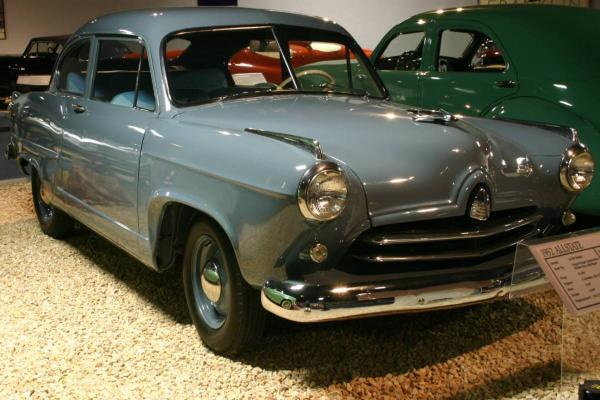
Allstate (1952)

Allstate war eine Automarke, die in den Vereinigten Staaten in den Modelljahren 1952 und 1953 von der Allstate Autozubehör-Kette des Kaufhauses Sears-Roebuck angeboten wurde. Der Wagen wurde von der Kaiser-Frazer Corporation in Willow Run, Michigan, (ab 1953: Kaiser-Willys Corporation in Toledo (Ohio)) hergestellt und basierte auf dem Kompaktwagen der Firma, dem Henry J. Es gab nur eine Karosserieform, eine 2-türige Fließhecklimousine in den Serien Four (A-230, A-330) und Six (A-240, A-340).

## Modellgeschichte
1952 gab es die Serie Four (A-230) als Modell 110 Basis (USD 1395,– (in heutiger Kaufkraft 14.242 USD)), als Modell 111 Standard (für USD 1486,– (in heutiger Kaufkraft 15.171 USD) das Meistverkaufte) und als Modell 113 DeLuxe (USD 1539,– (in heutiger Kaufkraft 15.712 USD)). Die Serie Six (A-240) kostete als 114 Standard USD 1594,– und als 115 DeLuxe USD 1693,–. Ein Sechszylindermodell in Basisausstattung wurde nicht angeboten.
1953 gab es praktisch keine Veränderung im Aussehen der Fahrzeuge, aber die 1953er-Modelle wogen ganze 145 Pfund (65,7 kg) mehr als ihre Vorgänger von 1952. Die Allstate-Basismodelle wurden eingestellt und die Preise entscheidend erhöht: Von der Serie Four (A-330) kostete das Einstiegsmodell 210 Standard USD 1528,– und das Modell 213 DeLuxe USD 1589,–. Vom Six (A-340) gab es nur das besser ausgestattete Modell 215 DeLuxe für USD 1785,–, das sich in diesem Jahr am besten verkaufte.
Der Allstate entstand nach den Ideen von Henry J. Kaiser, der die Kaufhauskette Sears als weitere Möglichkeit der Vermarktung seines schlecht verkäuflichen Zweitürers Henry J sah, der 1950 eingeführt wurde.
Sears hatte bereits vorher, 1908–1912, versucht, Autos unter dem Markennamen Sears Motor Buggy zu verkaufen, und dies mit einigem Erfolg. Diese pferdelosen Kutschen waren High-Wheeler; sie sahen aus wie zweisitzige Pferdewagen mit großen Kutschenrädern. Diese Art Personenwagen war besonders in ländlichen Gebieten Anfang des 20. Jahrhunderts sehr beliebt, da ihre große Bodenfreiheit bestens für die schlammigen Landstraßen dieser Zeit mit ihren tiefen Wagenspuren geeignet war. Noch dazu war es die Landbevölkerung gewohnt, aus dem Sears-Versandhauskatalog zu bestellen; und der Sears Motor Buggy konnte zur nächstgelegenen Bahnstation geliefert werden, damals ein wichtiger Vorteil. Wie fast alle Waren von Sears wurden auch diese Autos von einer ganz anderen Firma hergestellt, die mit Sears sonst überhaupt nichts zu tun hatte.
Ursprünglich sollten die Allstate-Wagen auf der großen Kaiser-Bodengruppe entstehen, aber nach drei Jahren Verhandlungen zwischen Kaiser-Frazer und Sears-Roebuck wurde die Serienversion des Allstate am 20. November 1951 durch den Sears-Vertriebschef Theodore V. Hauser und den Verwaltungschef von Kaiser-Frazer, Eugene Trefethen angekündigt. Die dreijährige Verzögerung wurde teilweise durch die Händlerschaft von Kaiser-Frazer verursacht, die den Wettbewerb mit Sears fürchtete.
Der Allstate war im Wesentlichen ein Henry J, hatte aber einige Unterschiede: Allstate-Firmenzeichen auf Motorhaube und hinterer Abdeckung, eine bessere Innenausstattung aus Saran-Plaid oder bisweilen auch Leder oder weichem Vinyl, spezielle Radkappen, Hupenknöpfe und Instrumentenumrandungen, abschließbares Handschuhfach und abschließbare Kofferraumhaube, eine besondere Motorenfarbe (blau), luxuriöse Armlehnen und Sonnenblenden, überarbeitete Türschlösser und Schlüssel, besondere Rück- und Parkleuchten und – besonders bemerkenswert – einen einzigartigen Kühlergrill mit zwei Querstäben und eine Kühlerfigur in Form eines Düsenflugzeuges, die von Alex Tremulis gestaltet wurde, der von Tucker zu Kaiser-Frazer kam.
Das Standardinnenraummaterial des Allstate bestand aus eng gefalteten Papierstreifen, die miteinander verwoben und mit Kunststoff überzogen wurden, was sich als ebenso dauerhaft wie attraktiv erwies und Sitzbezüge unnötig machte. Sitzbezüge waren in den 1950er-Jahren extrem populär und viele wurden aus genau demselben Material hergestellt. Chevrolet verarbeitete in den Modellreihen Biscayne und Bel Air in den 1960er-Jahren ebenfalls diese Sitzbezüge.
Entgegen den frühen Henry J, die aus Kostengründen keine Kofferraumklappe hatten, waren die Allstate immer damit ausgestattet.
Autos der Serie Four hatten einen seitengesteuerten 2,2 Liter Vierzylinder-Reihenmotor mit 68 bhp (50 kW); die Serie Six waren von einem ebenfalls seitengesteuerten 2,64 Liter-Sechszylinder-Reihenmotor mit 80 bhp (59 kW) befeuert. Beide Motoren wurden von Willys-Overland hergestellt. Ein Dreiganggetriebe gehörte zur Grundausstattung, ein Overdrive gab es gegen USD 104,– Aufpreis.
Der einzige mechanische Unterschied zwischen Allstate und Henry J war die Ausstattung der Allstate mit Reifen, Rohren, Zündkerzen und Batterien der Sears-Marke Allstate mit eigener Triple Guarantee-Garantie.
Ursprünglich wurde der Allstate nur im Süden und Südwesten der Vereinigten Staaten angeboten. Der Verkauf sollte dann mit steigender Nachfrage auf andere Gebiete ausgeweitet werden. Die Standorte der Kaufhäuser, in denen der Allstate direkt angeboten wurde, waren: Baytown (Texas), Beaumont (Texas), Birmingham (Alabama), Dallas (Texas), Fayetteville (North Carolina), Houston (Texas), Jackson (Mississippi), Knoxville (Tennessee), Little Rock (Arkansas), Lubbock (Texas), Memphis (Tennessee), Norfolk (Virginia), Orlando (Florida), Phoenix (Arizona), Portsmouth (Virginia), Richmond (Virginia), Salt Lake City (Utah) und Waco (Texas).
Einige Sears-Kaufhäuser hatten wenigstens ein Exemplar vorrätig, die meisten Wagen wurden aber auf Bestellung von Kaiser-Frazer gebaut und dann an die Sears-Verkaufsstellen ausgeliefert. Kaiser-Frazer hatte seine Händler verpflichtet, auf Kundenwunsch die Kundendienste für die Allstate-Wagen durchzuführen. Viele Händler waren aber wenig erfreut, zusehen zu müssen, wie „ihre“ Fahrzeuge von anderen Verkaufsstellen vertrieben wurden, besonders weil der Allstate eine bessere Ausstattung als der Henry J besaß und auch noch billiger verkauft wurde.
Sears vermarktete das Auto als „die billigste große Limousine auf dem US-Markt“. Weil Sears jedoch keine Preisverhandlungen mit Allstate-Käufern führen wollte und vermutlich weil viele Leute sich scheuten, ein Auto im Kaufhaus zu kaufen, wo der Service als fragwürdig erachtet wurde, wurden in 2 Modelljahren nur 2.363 Allstate verkauft, bevor die Marke eingestellt wurde; 1.566 Stück 1952 und 797 Stück 1953. Kurz darauf stellte Kaiser auch den Henry J ein.
(Bemerkung: Das Fehlen von Preisnachlassprogrammen hatte sich für Sears schon früher als ernstes Verkaufshindernis beim Handel mit Graham-Bradley-Traktoren der Graham-Paige Motors Corp. in den späten 1930er-Jahren erwiesen.)